# 松井結
松井 結（まつい ゆい、1984年4月6日 - ）は、日本の元モデル、元タレント。レヴィプロダクションに所属していた。
埼玉県浦和市（現さいたま市）出身。埼玉県立浦和第一女子高等学校普通科卒業、慶應義塾大学卒業、2007年以降は、モデル業を引退し、フジテレビの社員として勤務。引退以降のメディア対応は、フジテレビ社員として取材や出演を受けている。

## 人物・来歴
- 小学生の頃にミニバスケットボールをやっており、中学高校時代はバスケットボール部に所属していた。
- 趣味は旅行、バスケットボール、自転車（ロードレーサー）、身体を鍛える事等。
- モデル及びタレント時代は、non-no等の女性誌や各種のファッションショーで活動していた。
- 2007年3月に慶応義塾大学を卒業し、同年4月にフジテレビに入社し、営業部に配属された。同年7月のFNS27時間テレビ内のコーナー『さんま・中居の今夜も眠れない』にフジテレビ社員として登場。
- 2010年迄営業部に在籍していたが、クリエイティブ事業局映像センターデジタルメディア事業部に異動した。2012年現在は、ドラマやアナウンサーのホームページや携帯コンテンツの制作に携わる[1][2]。

## モデル及びタレント時代の主な活動

### CM
- 「東京IT会計専門学校」（2002年）
- 「日本スクールオブビジネス」（2002年）
- 「東京法律専門学校」（2002年）
- 「カルピス」Welch's（2002年）
- 「永谷園」お茶づけ（2002年）

### 雑誌
- 「ノンノ」
- 「CM NOW」（2002年90～91号・特集）
- 「FUNRIDE」（2007年1月号・表紙）他

## 関連人物
- 中村光宏 - 同期入社のアナウンサー。松井と同じ慶應義塾大学に通っていた。
- 竹井美咲 - 元タレント。松井と同期入社で、同じ慶應義塾大学（中村と同じ法学部だった）出身。